# Lucille Nixon
Lucille M. Nixon (24 décembre 1908 - 22 décembre 1963) est une poétesse et directrice d'école de Palo Alto, en Californie. En 1957, elle est le premier étranger sélectionné pour participer au Utakai Hajime, le concours impérial de poésie de Nouvel An au Japon. Nixon compose un waka de 31 syllabes consacré au Hōryū-ji, temple bouddhiste qu'elle avait visité lors d'un voyage deux ans auparavant. Après sa lecture, elle reçoit les éloges de l'empereur Hirohito qui l'encourage à continuer à écrire de la poésie japonaise pour qu'elle puisse devenir un « pont » entre le Japon et les États-Unis.
Morte en 1963, Lucille Nixon est l'auteur d'un certain nombre d'ouvrages dont :
- The Choice is Always Ours: The Classic Anthology on the Spiritual Way, Dorothy B. Phillips (Editor), Lucille M. Nixon (Editor), Elizabeth B. Howes (Editor)
- Sounds from the unknown; a collection of Japanese-American tanka, Lucille M. Nixon (Editor), Tomoe Tana
- Young ranchers at Oak Valley
- Living in Japan

Une école élémentaire à Palo Alto porte actuellement son nom.

## Source de la traduction
- (en) Cet article est partiellement ou en totalité issu de l’article de Wikipédia en anglais intitulé « Lucille Nixon » (voir la liste des auteurs).